# Bệnh viện Mount Elizabeth
1°18′16,2″B 103°50′6,3″Đ / 1,3°B 103,83333°Đ

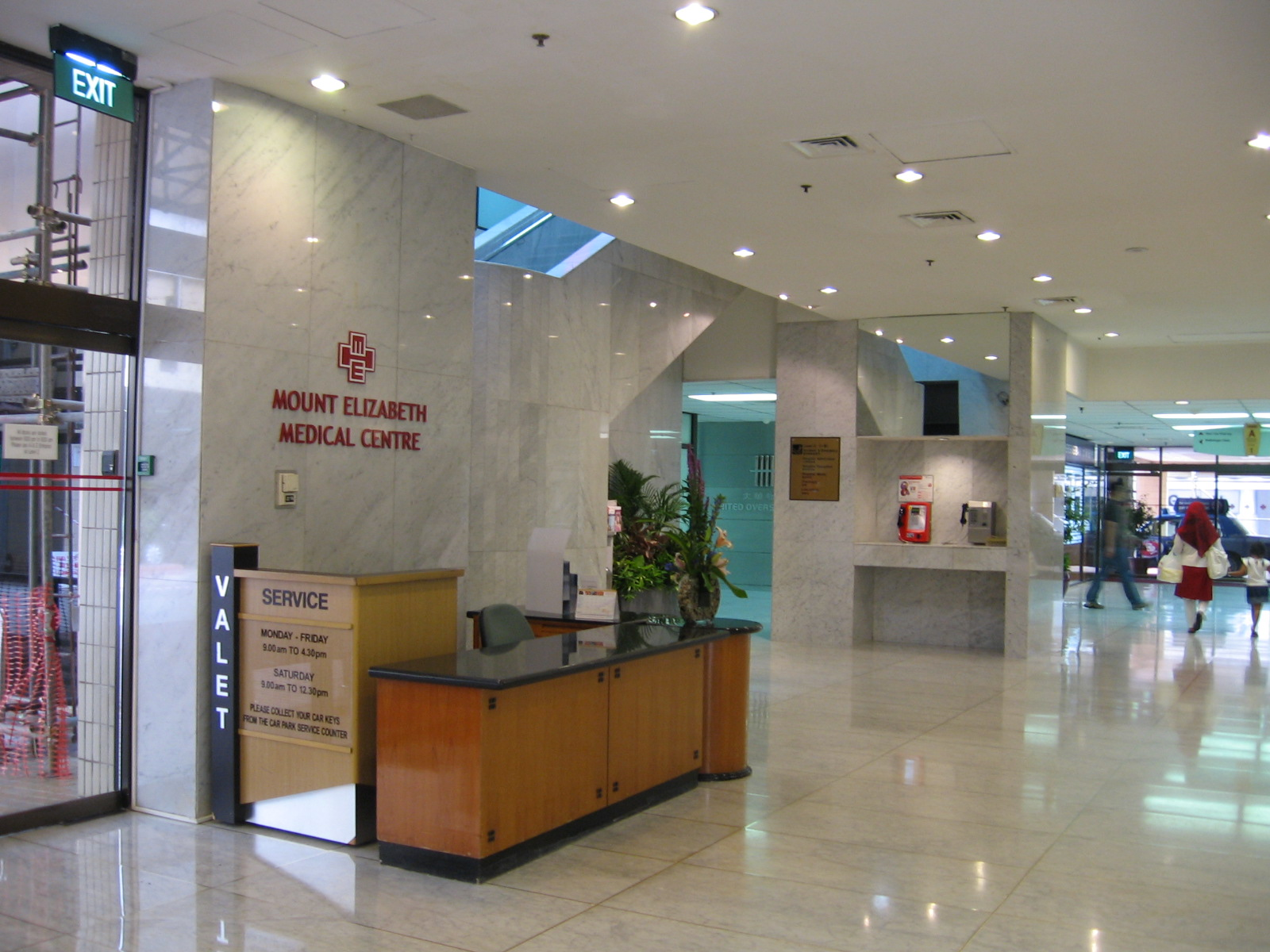
Trung tâm Y khoa Mount Elizabeth

Bệnh viện Mount Elizabeth (tên tiếng Anh: Mount Elizabeth Hospital and Medical Centre (tên chữ Hán giản thể: 伊丽莎白医院, âm Hán Việt: Y Lệ Sa Bạch Y viện) là một bệnh viện tư ở Singapore.

## Lịch sử
Bệnh viện Mount Elizabeth được bắt đầu xây dựng năm 1976 và chính thức khai trương ngày 8 tháng 12 năm 1979.
Kể từ năm 1995, chủ sở hữu bệnh viện này là Parkway Holdings Ltd.
Bệnh viện Mount Elizabeth được công nhận trong toàn khu vực bởi dịch vụ y tế chuyên sâu và đội ngũ bác sĩ giỏi. Các chuyên khoa tại đây đa dạng bao gồm: tim mạch, thần kinh, ung thư và nhiều các chuyên khoa cấp 3 khác. Mount Elizabeth có trung tâm ung thư tư nhân đầu tiên trong khu vực và là bệnh viện tư nhân đầu tiên tại Singapore đặt catheter tĩnh mạch trung tâm, thực hiện số lượng ca phẫu thuật tim và thần kinh nhiều nhất trong khối y tế tư nhân trong khu vực
Năm 1994, Bệnh viện Mount Elizabeth đã dành giải thưởng Asian Manegement Award cho sự nghiệp quản lý và phát triển con người. Giải thưởng do Viện quản lý châu Á trao tặng nhằm quảng bá khả năng quản lý của châu Á
Năm 1995, Parkway Holding đã sở hữu thêm một bệnh viện dẫn đầu về dịch vụ y tế chuyên môn cấp 3, đó là bệnh viện Gleneagles. Cùng với bệnh viện Mount Elizabeth và East Shore, Parkway Holiding trở thành tổ chức y tế tư nhân lớn nhất tại Singapore
Từ đó tới nay, Mount Elizabeth đã giành được nhiều giải thưởng danh tiếng do các tổ chức trong và ngoài nước trao tặng.

## Trang thiết bị và dịch vụ
• 505 giường bệnh
• Cấp cứu 24/24
• 15 khu phòng bệnh.
• Khoa chăm sóc đặc biệt với 20 giường.
• Khoa hồi sức với 15 giường.
• Khoa chăm sóc đặc biệt trẻ sơ sinh với 12 giường nhỏ.
• Khoa phẫu thuật với 12 phòng mổ, 1 phòng phẫu thuật dành cho thụ tinh nhân tạo và 1 phòng phẫu thuật trong ngày.
• Khoa sản với 8 phòng sinh và 1 phòng chờ sinh 4 giường.
• Là bệnh viện chuyển tuyến khu vực với công nghệ hàng đầu.
• Bệnh viện tư đầu tiên thành lập một Trung tâm y học hạt nhân.
• Bệnh viện đầu tiên ở Đông Nam Á lắp đặt hệ thống Endosuite, hệ thống Hermes Voice-Command.
• Bệnh viện đầu tiên được trang bị các thiết bị như PET/CT, máy xạ trị Tomotherapy.